# Wittgensteiner Familiendatei

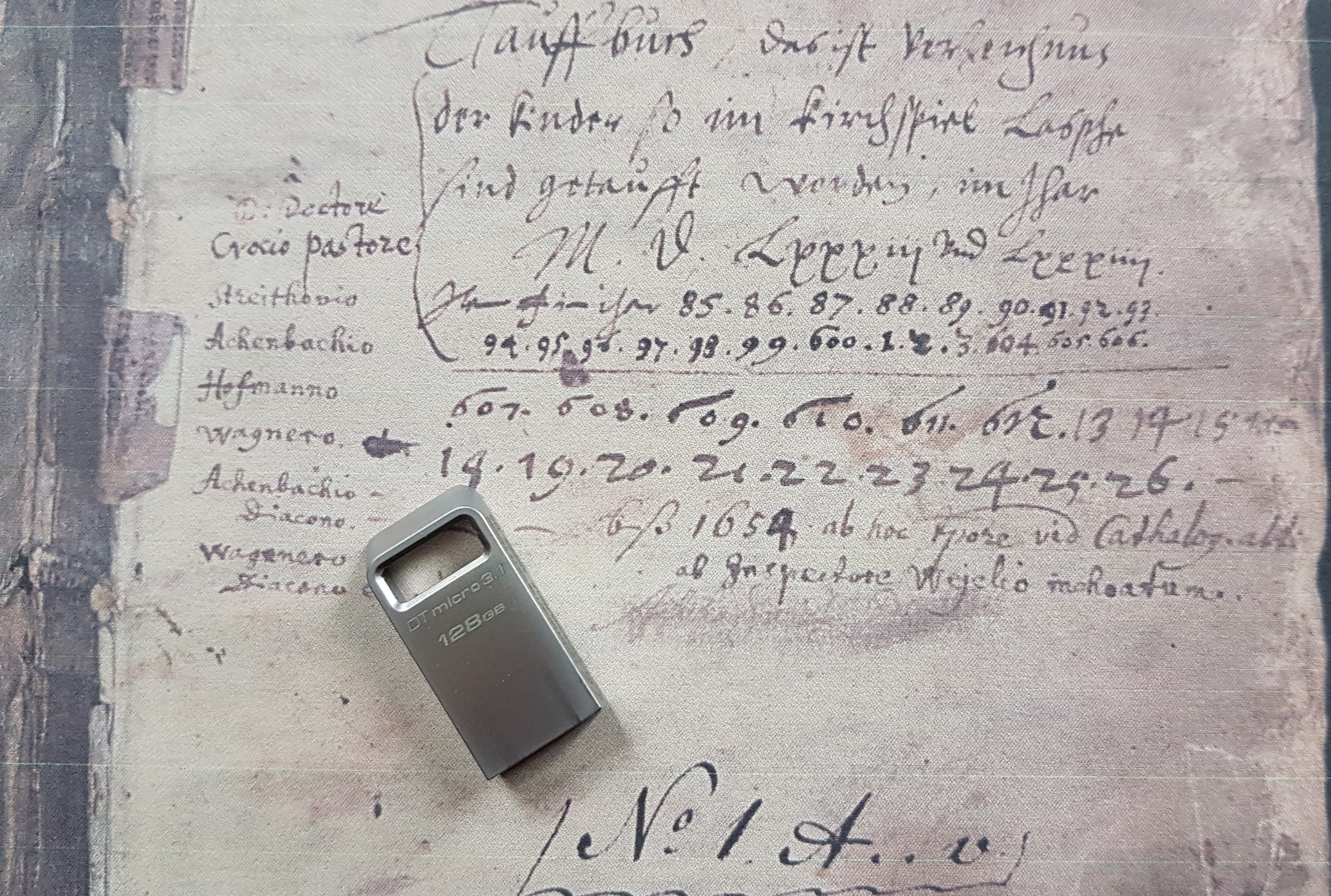
Kirchenbuch Laasphe (Taufen 1583–1654) als analoger Massenspeicher und USB-Stick als digitaler Massenspeicher (inkl. Wittgensteiner Familiendatei).

Die Wittgensteiner Familiendatei ist eine spezielle genealogische Datenbank und das Ergebnis des langjährigen Wirkens von Jochen Karl Mehldau auf dem Gebiet der Ahnenforschung im Wittgensteiner Land.
Mehldau recherchierte jahrzehntelang in sämtlichen Kirchenbüchern des Altkreises Wittgenstein und notierte alle Aufzeichnungen in den Tauf-, Trauungs- und Sterberegistern nach eigenen schematischen Vorgaben auf Karteikarten, die er für jede Familie anlegte. Später entwickelte er eine Formular-basierte Datenbank auf Grundlage des Programms Microsoft Access. Mehldau stellte danach allen Wittgensteiner Kirchenbüros, in denen er seine Forschungen betrieben hatte, seine gedruckten Ergebnisse in umfangreichen Karteikästen zur Verfügung. Seine Datenbank aktualisierte er ständig und gab hieraus bei Bedarf Auskunft. Der Datenbestand umfasst räumlich den gesamten Altkreis Wittgenstein und reicht von den ersten schriftlichen Aufzeichnungen der Kirchen zu Taufe, Hochzeit und Beerdigung bis etwa 1875. Insgesamt erfasste Mehldau mehr als 150.000 Personen und deren verwandtschaftliche Beziehungen untereinander. Das Archiv des Evangelischen Kirchenkreises Wittgenstein in Bad Berleburg, das Fürstliche Archiv Wittgenstein-Berleburg, das Fürstliche Archiv Wittgenstein sowie das Stadtarchiv in Bad Laasphe, das Hessische Staatsarchiv in Marburg, das Kataster- und Vermessungsamt des Kreises Siegen-Wittgenstein, Außenstelle Bad Berleburg und das Landesarchiv Nordrhein-Westfalen wurden von Mehldau für weitere Recherchen ergänzend ausgewertet.
Im Jahre 2018 übergab Mehldau die Datenbank dem Landesarchiv NRW, wo sie als „D 77 Mehldau Nr. 1“ archiviert ist. Im Frühjahr 2021 stellte das Landesarchiv nach einer Aufbereitung der Daten die vollständige Datenbank im Gedcom-Format für genealogisch Interessierte zum Download zur Verfügung. Die 15 MB große ZIP-Datei besteht aus der Datenbank sowie Hinweisen zur Art der Erfassung, zu Abkürzungen und Quellengrundlagen.
Im Sommer 2021 stellte der Verein für Computergenealogie eine Weiterentwicklung der Datenbank als Ortsfamilienbuch Wittgensteiner Land online.